# Astragalus sphaeranthus
Astragalus sphaeranthus är en ärtväxtart som beskrevs av Pierre Edmond Boissier. Astragalus sphaeranthus ingår i släktet vedlar, och familjen ärtväxter. Inga underarter finns listade i Catalogue of Life.